# Pseudogobio
Pseudogobio Bleeker, 1860 è un genere di pesci di acqua dolce appartenenti alla famiglia Cyprinidae.

## Habitat e Distribuzione
Questi pesci provengono dai corsi d'acqua della Cina e del Vietnam.

## Tassonomia
Questo genere comprende quattro specie:
- Pseudogobio banggiangensis
- Pseudogobio esocinus
- Pseudogobio guilinensis
- Pseudogobio vaillanti

## Conservazione
P. banggianensis e P. esocinus non sono valutati, mentre P. guilinensis è classificato come "dati insufficienti" (DD) dalla lista rossa IUCN perché la situazione di questo pesce non è ancora stata studiata approfonditamente. Invece P. vaillanti è classificato come "a rischio minimo" (LC) perché è minacciato da alcuni pericoli come l'inquinamento agricolo, le dighe e la pesca, ma è ancora abbastanza comune.